# 永見氏
永見氏（ながみし/ながみうじ）は、永見毛神が創始した日本の氏族。知立神社の神主を代々継いでいた。

## 出自
白鳳2年（674年）に三河国造知波屋見命の15世の孫の永見貞連が天武天皇の命で、知立神社の神主になったことに始まると伝わる。 

## 平安時代 - 室町時代の永見氏
平安時代後期の13代当主の永見貞春は保元の乱、平治の乱に参戦している。さらに室町時代の20代当主の永見貞俊は在原業平の子孫の在原師喬の三男で、母方の永見氏の養子になったと伝わる。
22代当主の永見清貞は饗庭次郎と号し、現在の愛知県西尾市吉良町大字饗庭に居を構えた。三河守護の吉良家の重臣の大河内氏の大河内貞重の娘を妻に迎えた。応永15年（1408年）、四代将軍足利義持から神主領などを安堵する朱印状が送られている。
25代当主の永見貞守の弟の永見為房と、為房の子永見貞吉は共に三河の豪族・水野氏に仕え、為房は家計郷城主・足助氏を討ち取ったりと、たくさんの功を挙げている。子の貞吉は高津波（現在の愛知県刈谷市）の搦手を守っていた。
天文16年（1547年）、吉良家の支族である今川家の当主今川義元の家臣・戸田宣光によって、知立神社の社殿などを焼失された。28代当主永見守重は天文18年（1549年）に水野氏との関係を深めるために、水野氏の菩提寺である楞厳寺に田畑を寄進した。また田原城主・毛受照時の娘を室とするなど周辺の豪族と関わりを深めた。
29代当主永見貞英は水野忠政の娘を室に迎え、さらに貞英の妹2人の内一人を水野信近に、もう一人を重原城主・山岡河内守に嫁がせた。また、貞英の弟・永見貞近を徳川家康の祖父の松平清康に仕えさせていた。天文23年（1554年）正月に、今川・松平軍によって、重原城を落とされた。この際、城内にいた永見氏の娘（城主に嫁いだ貞英の妹?）が自害している。重原城主の山岡氏は信仰心が篤く、焼失した知立神社を重原に勧請したり、多宝塔を再建したという。
永禄3年（1560年）、桶狭間の戦いで今川義元が討たれると、逃亡する今川軍を追う織田軍によって永見氏の居城・知立城は落城した。現在、知立神社の神主は永見氏ではない。また、島根県や鳥取県に永見氏が多く見られる。

## 徳川家との関係
天文17年（1548年）、永見貞英と水野忠政の娘との間に於古茶が生まれた。於古茶の叔母は於大の方で、松平広忠の正室であり、徳川家康の母でもある。天正元年（1573年）、家康は正室・築山御前の侍女であった於古茶を側室とし、天正2年（1574年）、のちの結城秀康を産む。一説には双子であったが、当時双子は「犬畜生と同じ双子腹」として忌み嫌われていたため、もう一人は於古茶の兄で30代当主の永見貞親の養子となり、永見貞愛と名乗ったとされる。於古茶は築山御前を配慮して本多重次に従い、浜名湖畔の代官・中村屋敷にて出産した。秀康は3歳の時、兄・信康の取り計らいで家康と対面するまで1度も実父と会ったことが無かった。神主になれない多くの次男、三男らは越前松平家に仕えた。

## 越前松平家の庶流
忠直の庶子（永見長頼・永見長良）が祖母於古茶の姓である永見を称した。長頼の子松平綱国の子孫が姓を永見に改め、以後津山藩家老の家系として存続した。明治3年（1870年）に松平へ復姓。